# Илинский, Август Иванович
Граф Юзеф-Август Илинский (18 (29) августа 1766 — 9 (21) февраля 1844) — крупный волынский помещик из шляхетского рода Илинских, устроитель имения Романов. На русской службе известен как Август Иванович Ильинский, действительный тайный советник, сенатор, действительный камергер.

## Биография
Сын Яна-Каэтана Илинского, основавшего в 1761 году бернардинский монастырь в Житомире. Младший брат генерала Януша Станислава Илинского. По разным данным, родился в 1761, в 1763 или 1766 году.
По окончании курса в Терезианской академии в Вене вступил в статскую службу. В 1779 г. вместе с отцом возведён императрицей Марией-Терезией в графское достоинство. С 1788 году служил в Польше сначала шефом гренадерского полка, затем (с 8 февраля 1793) генерал-инспектором всей кавалерии. На австрийской службе занимал кресло вице-президента Апелляционного суда Галиции и Лодомерии. За успехи по службе получил ордена Святого Станислава и Белого орла.

После второго раздела Польши перешёл на русскую службу и 7 сентября 1793 года был пожалован Екатериной II в действительные камергеры; был губернским маршалом Волынской губернии. Павел I чрезвычайно благоволил к Ильинскому после того, как тот прискакал к нему в Гатчину с предупреждением о близкой смерти матери. По вступлении на престол Павел назначил его сенатором (18.10.1797) с производством в тайные советники, пожаловал орденами Святой Анны 1-й степени, Святого Александра Невского и Святого Иоанна Иерусалимского. В 1800 и в 1807 годах по высочайшему повелению Илинский обозревал управление в ряде губерний Юго-Западного края. 
Граф Илинский не скупился на украшение своего родового поместья Романова, которое называл Roma nuova («Новый Рим») «по великолепным убранствам всякого рода, которые он большими деньгами приобрел в Петербурге, дабы украсить сие место своего пребывания». Среди прочего выкупил мебель из малого Трианона, принадлежавшего королеве Марии-Антуанетте. Хозяйкой дома была madame Crae, которая прежде торговала в Петербурге дамскими головными уборами. Слух и зрение хозяев и гостей услаждали крепостные театры и оркестр роговой музыки. Оперных певцов и балетных артистов граф приглашал в основном из Одессы. Вместе с тем крестьяне его бедствовали.
Илинский делал неоднократно большие пожертвования на благотворительность; в 1805 году пожертвовал один миллион польских злотых (150 тысяч рублей серебром) на устройство в местечке Романове первого в России училища глухонемых, за что удостоен ордена Святого Владимира 1-й степени. Однако всего несколько лет спустя, как пишет современник, «мы видели здание, в котором должно было быть институту, без стекол и в совершенном разрушении; выписанный им из Вены учитель для сего предмета жил без всякой должности и по контракту не получал даже жалованья».
Граф Илинский пользовался покровительством цесаревича Константина, с 1812 года был почетным членом Санкт-Петербургского общества любителей наук, словесности и художеств, 17 октября 1829 года получил чин действительного тайного советника. После начала Польского восстания 1830 года уволен бессрочно в отпуск «до излечения от болезни», ударился в религию, много жертвовал на нужды церкви. В 1841 году он ездил в Рим просить отпущения грехов у папы римского.
Умер в Санкт-Петербурге в ночь с 9 на 10 февраля 1844 года и был похоронен в царскосельском костёле Усекновения главы Иоанна Предтечи. Его именем была названа одна из улиц Житомира.

## Семья
Жена (с 1790 года) — графиня Элеонора Антонина Коморовская (1770—1838), дочь Якуба Коморовского.
По словам Ф. Булгарина, была «премилая, умная дама, принимала у себя общество, которое нравилось его высочеству — и это развлекало его, когда он приезжал из Стрельны в Петербург. Она была особенно дружна с Жанеттой Четвертинской и с некоторыми другими польками. В доме графа Илинского, а правильнее графини (потому что сам он мало занимался обществом) был совершенно польский тон, непринужденность, веселость, шутки и откровенное гостеприимство».
Брак её закончился разводом в 1804 году. В 1811 году она стала женой подольского губернатора П. М. Литвинова (1760—1834). Сыновья — Генрих (1792—1871) и Ян Станислав (1795—1860).

## Награды
- Орден Святого Станислава (1789) (Королевство Польша)[12]
- Орден Белого орла (1792) (Королевство Польша)[12]
- Орден Святой Анны (19 ноября 1796)[13]
- Орден Святого Александра Невского (19 ноября 1796)[13]
- Орден Святого Иоанна Иерусалимского командорский крест (20 декабря 1797)[13]
- Орден Святого Владимира 1-й степени (9 декабря 1811)[14]
- Орден Красного орла (Королевство Пруссия)[12]
- Орден Золотого льва (Курфюршество Бавария)[12]